# Лендарт

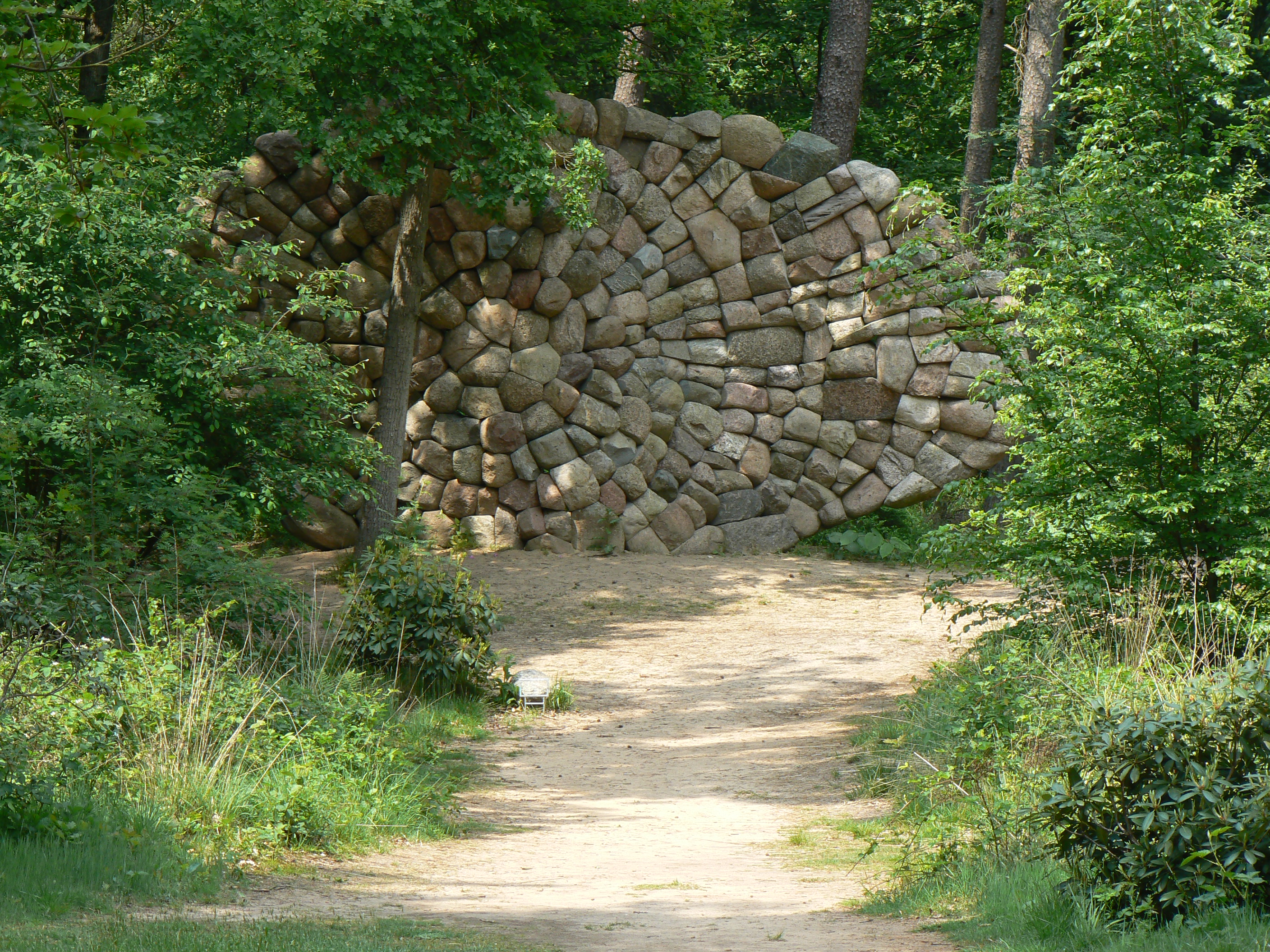
«Відлуння Велуве» Кріса Бута (Нідерланди, 2003)

Ленда́рт (від англ. land — земля, й англ. art — мистецтво) — художня діяльність, об'єктом якої є реальний пейзаж, фрагмент природного середовища. Діяльність такого типу є інтеграцією в пейзаж, перетворенням його фрагменту, або використанням натуральних процесів (ерозії, атмосферних чинників) для створення художнього об'єкта.
Попередниками лендарту слугує закладення садів, парків, використання природного ландшафту в архітектурних проєктах. Твори цього типу з'явилися в мистецтві у 1960-х роках, а бурхливий розвиток припав на 1970-ті роки. Це були різні за масштабом і характером проєкти: монументальні, що іноді сягали кількох кілометрів, або такі, що потребували масштабних земельних робіт (розкопи, канави), складні для знаходження навіть на відкритому просторі, або композиції, що існували лише мить, нищені вітром або припливом.
Багато творів такого типу презентовані в галереях та музеях як документальні фотографії чи фільми, нариси, карти.
Ідеї цього мистецтва близькі з роздумами на теми цінності природного пейзажу, непорушеного людиною простору.

## Ідеологія лендарту

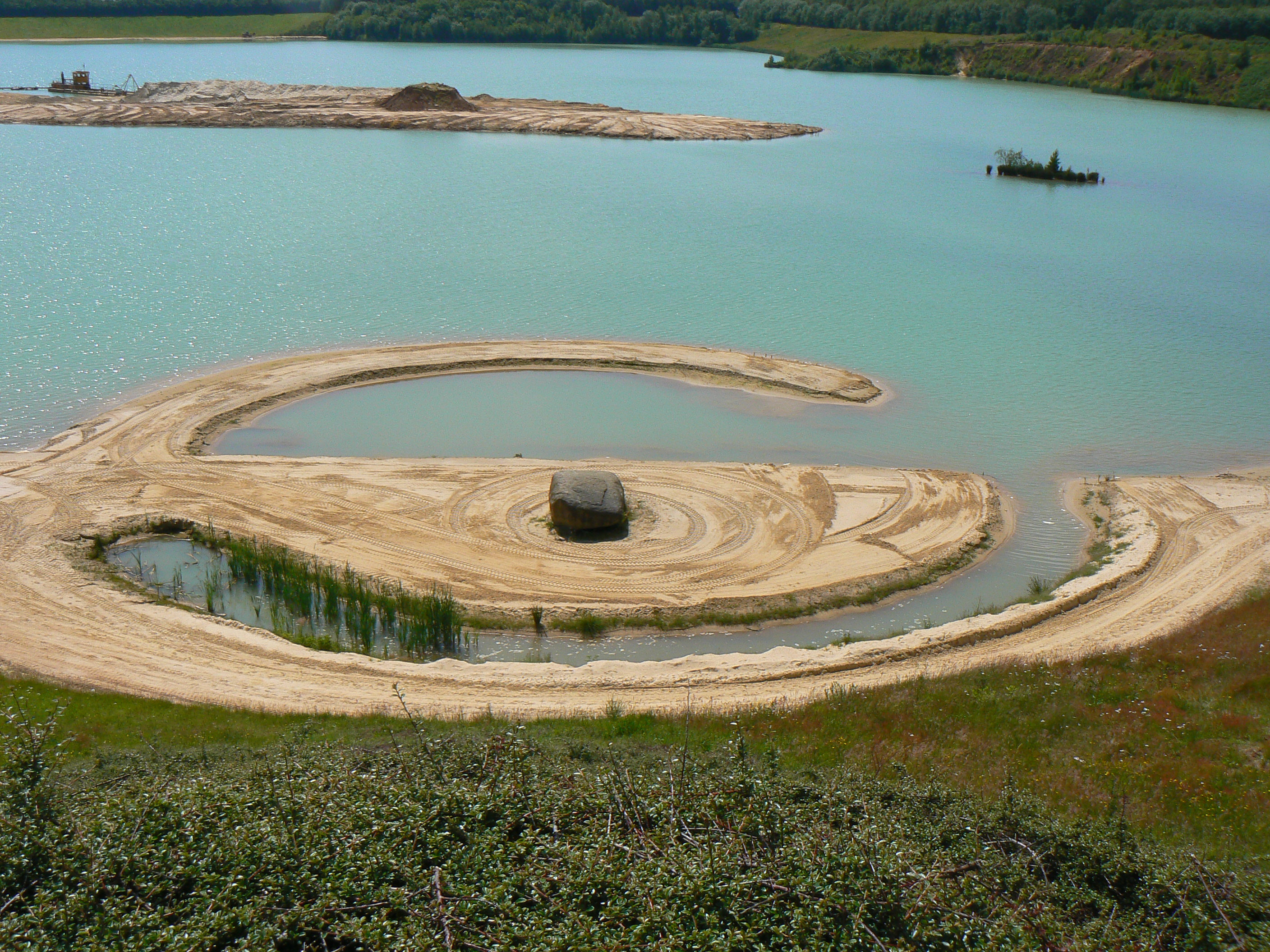
«Розірване коло» Роберта Смітсона (Нідерланди, 1971)

Твори лендарту різні за масштабом та обсягом бувають від окремих об'єктів у парках до просторових інсталяцій, які можна споглядати лише з віддалених точок (наприклад, з літака). Ці твори поєднує те, що вони використовують природні матеріали — каміння, дерево, зелені насадження, воду у поєднанні з фарбниками, бетоном, освітленням, металевими деталями тощо.
Лендарт виник наприкінці 1960 — початку 1970-х років як відгалуження концептуалізму, що було реакцією західного мистецтва і культури на екологічні проблеми, стрімкий розвиток урбанізації та відірваність життя в мегаполісах від природи. Лендарт набував форм громадського руху за збереження природного довкілля. Лендарт виступає проти використання художніх творів мистецтва як товару, що виставляється за плату в галереях, музеях, у виставкових залах. Твори лендарту доступні для огляду всім, проте нерідко їхній сенс розкривається лише з певного ракурсу. Фото та відео лендартових творів є важливою частиною художніх проєктів.
Ідеї лендарту пов'язані з постмодерністським етапом розвитку світової культури, де звертається увага на тільки на ландшафт як місце для споруд, а й те, як ландшафт інтерпретується з огляду на свою історію, символічність. Лендарт звертається до «філософії місця», краєвид в ньому розуміється як віддзеркаленні соціології, історії, антропології, історії культури тощо.
Митці, що працюють в лендарті, широко використовують стародавню символіку лабіринтів, кіл, спіралей, магічних знаків. Поширена тема в лендарті — привертання уваги до шкоди, заподіяної природному довкіллю необдуманою діяльністю людини.

## Розвиток в Україні

Створення композиції на фестивалі «Шешори» (2006)

Одним із перших до «дій у довкіллі» в Україні наприкінці 1970-х років звернувся Феодосій Тетянич. На початку 1980-х років акції у природному довкіллі проводили одеські концептуалісти Леонід Войцехов, Юрій Лейдерман, Валентин Хрущ, Ігор Чацкін та інші.
Українські художники активно звернулися до лендарту («мистецтва довкілля») з 1980-х років за доби Перебудови. Артоб'єкти в природньому середовищі створювали Олександр Бабак, Олександр Бородай, Володимир Бахтов, Сергій Якунін, Олексій Литвиненко, Петро Бевза. Фото та відео творів потім презентувалися на виставках або в каталогах.
В 1997-му році з появою фестивалів та симпозіумів ленд-арт став відкритим для глядачів та дослідників наживо, що сприяло його виокремленню в специфічну категорію сучасного мистецтва України. Так, в 1997-му було засновано «Простору прикордоння» (ініційований Анною Гідорою, Валерієм Шкарупою; село Могриця Сумського району) та «Весняний вітер» (Київ ; започатковано 1996 Андрієм Блудовим). В наступні роки відбувалися лендартові акції:
- «Торба вітру» (Лубни, від 2002);
- «Шешори» (Косівський район Івано-Франківської області; від 2003, засновники — Т. Малькова, О. Михайлюк);
- «Арт-Поле» (село Уніж та Куяльницький лиман);
- «Аплікація Духу» інша назва «Міфогенез» (від 2007, Немирівські Вали, Вінницька область, куратор Олександр Никитюк);
- «Хортиця» (Запоріжжя; від 2008, О. Краснопольський, Юрій Бараннік);
- «Трипільське коло» (Ржищів Київської області; від 2009, О. Журавчак);
- «Трансгресії» (Хутір Сіда);
- «Фортмісія» (с. Поповичі, Львівської області, куратор Влодко Кауфман)[2].

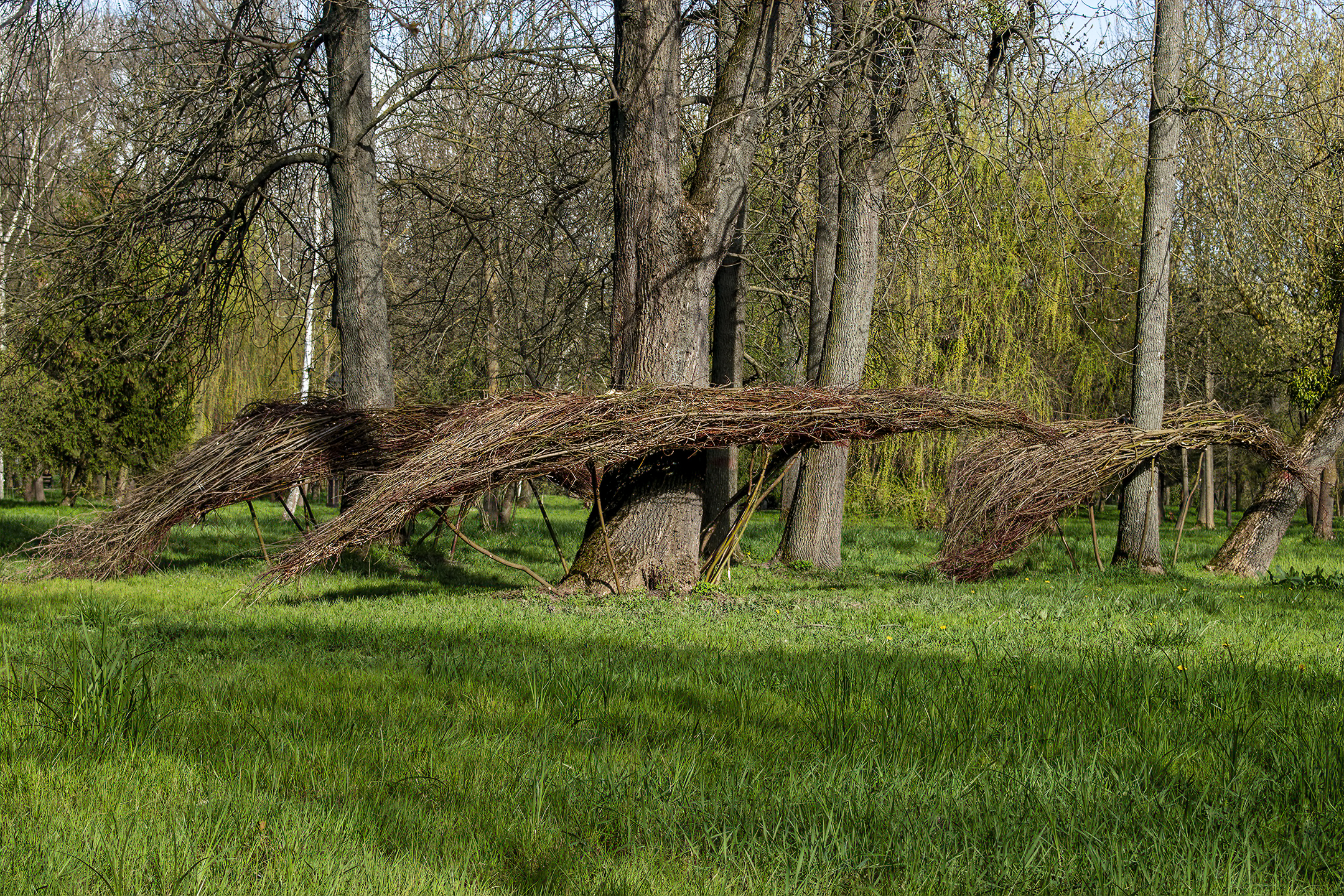
«Акти...» Артема Лук'янчука (Луцьк, 2021)

У 2013 році відкрито перший в Україні лендарт-парк у селі Миропілля Краснопільського району Сумської області. В Україні творчість художників, які працюють в царині лендарту, набула форм художнього руху. Серед його учасників — Петро Бевза, Анатолій Бєлов, Мирослав Вайда, Данило Галкін, А. Гуренко, Микола Журавель, Влодко Кауфман, Наталія Кохан, Олег Кохан, Олексій Литвиненко, Олексій Малих, Ярослав Присяжнюк, Ганна Сидоренко, Ілона Сільваші, Ігор Швачунов, Володимир Яковець, Сергій Якунін.
У Луцьку в квітні 2021 року відбувався пленер «Трансформація», в рамках якого низкою волинських професійних митців і учнів мистецьких закладів створено еко-скульптури із хмизу, встановлені в парку імені Лесі Українки. Авторка і кураторка ідеї пленеру — Тетяна Мялковська.

## Видатні художники
- Морріс Роберт
- Роберт Смітсон
- Оппенгейм Деніс
- Гейзер Мішель
- Джим Деневан
- Енді Голсуорсі
- Річард Лонг
- Юліус Бісмарк